# Honor (бренд)
Honor (стилізовано як HONOR) — бренд, що належить Shenzhen Zhixin New Information Technology Co., Ltd. та належав Huawei, компанії у сфері телекомунікаційних послуг та обладнання. До серії мобільних пристроїв бренду Honor входять смартфони, планшети та інші електронні прилади.

## Історія
Ідея бренду Honor, як суббренду Huawei Group, була сформована наприкінці 2011 року, а сам бренд був започаткований у 2013 році.
У 2014 році компанія почала виходити на міжнародні ринки. У квітні 2014 року в Малайзії були розпочаті продажі смартфона Honor 3C, у жовтні 2014 року модель вийшла на європейський ринок з презентацією в Берліні. Першим флагманським смартфоном, випущеним на ринок Європи, став Honor 6. За 6 місяців 2015 року було продано 20 мільйонів телефонів бренду Honor, що дорівнює обсягам продажів за весь 2014 рік. До червня 2015 року бренд вийшов на ринки 74 країн, включаючи країни Європи, Індію та Японію.
З 2016 року китайський виробник сконцентрувався на кількох країнах. На світових ринках компанія зайняла досить сильні позиції вже у 2013 році. Тільки в цей рік бренд Honor приніс Huawei майже 2,5 мільярди доларів доходу. З того моменту, показники тільки зростають.
2014 рік ознаменувався більш-менш помітною часткою і в Україні — компанія зосередилась на просуванні смартфонів. Було представлено три перші моделі Honor — 3C Lite, Honor 6 і Honor 4X.
У 2014 році Honor випустив Honor 6 Plus — перший телефон зі здвоєною біонічною камерою, у 2016 році — Honor V8, який став першим смартфоном з 2K-екраном і розширенням подвійної камери 12 Мп. Відмінною рисою стала технологія штучного інтелекту Magic Live System. Honor View 10, оснащений 20 + 16 Мп камерами на задній панелі корпусу, був здатний самостійно розрізняти сцени знімання, автоматично налаштовуючи камеру на один з 13-встановлених режимів.
1 грудня 2017 року компанія Huawei провела у м. Київ (Україна) презентацію, присвячену повторному старту продажу смартфонів Honor. Компанія презентувала вихід на ринок одразу 4 смартфонів: Honor 6A, Honor 6С, Pro Honor 7X та Honor 9.
У 2018 році Honor почав продавати ноутбуки та смартгодинники, у 2019 році — навушники та телевізори.
Після запровадження санкцій США та продажу бренду компанії Shenzhen Zhixin New Information Technology у 2020 році, Honor зберіг свою присутність на індійському ринку та випустив ноутбуки та портативні пристрої через платформи електронної комерції.
Перший телефон не від Huawei, V40, був випущений у січні 2021 року, а з випуском Honor 50 у грудні 2021 року вони представили перший смартфон, який знову підтримував сервіси Google Play. У світовому масштабі бренд вирішив агресивно зосередитися на складних смартфонах, маючи намір пропонувати високоякісні складні пристрої за доступними цінами.

## Бізнес-модель
З 2016 року Honor продає продукцію здебільшого на своїх вебсайтах або на вебсайтах роздрібних продавців. Завдяки тому, що компанія працює в онлайн, ціни на смартфони бренду Honor є нижчими за основних конкурентів.  Станом на 2017 рік бренд Honor досяг першого місця за обсягом проданих пристроїв в інтернеті як за кількістю, так і за виторгом. З 2018 року бренд Honor входить в ТОП-5 китайських брендів, що продають смартфони в Україні як онлайн, так і офлайн.

## Продукція
- Серія N
  - Honor (Huawei U8860) (2011)
  - Honor 2 (Huawei U9508) (2012)
  - Honor 3 (Honor 3 Outdoor) (2013)
  - Honor 6 (2014)
  - Honor 6 Plus (2014)
  - Honor 7 (2015)
  - Honor 5 (Huawei Y5 II) (2016)
  - Honor 8 (2016)
  - Honor 8 Pro (2017)
  - Honor 9 (2017)
  - Honor 10 (2018)
  - Honor 10 GT (2018)
  - Honor 20 (2019)
  - Honor 20 Pro (2019)
  - Honor 30 (2020)
  - Honor 30 Pro (2020)
  - Honor 30 Pro+ (2020)
  - Honor 50 (2021)
  - Honor 50 Pro (2021)
  - Honor 50 SE (2021)
  - Honor 50 Lite (202)
  - Honor 60 (2021)
  - Honor 60 Pro (2021)
  - Honor 60 SE (2022)
  - Honor 70 (2022)
  - Honor 70 Pro (2022)
  - Honor 70 Pro+ (2022)
  - Honor 70 Lite (2023)
  - Honor 80 (2022)
  - Honor 80 Pro (2022)
  - Honor 80 SE (2022)
  - Honor 80 GT (2023)
  - Honor 80 Pro Flat (2023)
  - Honor 90 (2023)
  - Honor 90 Pro (2023)
  - Honor 90 Lite (2023)
  - Honor 90 GT (2023)
  - Honor 90 Smart (2024)
  - Honor 100 (2023)
  - Honor 100 Pro (2023)
  - Honor 200 Lite (2024)
  - Honor 200 (2024)
  - Honor 200 Pro (2024)
  - Honor 200 Smart (2024)
- Серія Magic
  - Honor Magic (2016)
  - Honor Magic 2 (2018)
  - Honor Magic3 (2021)
  - Honor Magic3 Pro (2021)
  - Honor Magic3 Pro+ (2021)
  - Honor Magic4 (2022)
  - Honor Magic4 Pro (2022)
  - Honor Magic4 Ultimate (2022)
  - Honor Magic4 Lite (2022)
  - Honor Magic5 Lite (2023)
  - Honor Magic5 (2023)
  - Honor Magic5 Pro (2023)
  - Honor Magic5 Ultimate (2023)
  - Honor Magic6 Lite (2023)
  - Honor Magic6 (2024)
  - Honor Magic6 Pro (2024)
  - Honor Magic6 Ultimate (2024)
  - Honor Magic6 RSR Porsche Design (2024)
  - Honor Magic7 (2024)
  - Honor Magic7 Pro (2024)
- Серія C
  - Honor 3C (2013)
  - Honor 4C (2015)
  - Honor 5c (2016)
  - Honor 6C (2017)
  - Honor 6C Pro (2017)
  - Honor 7C (2018)
  - Honor 7C Pro (2018)
  - Honor 8C (2018)
  - Honor 9C (2020)
- Серія V
  - Honor V8 (2016)
  - Honor V9 (2017)
  - Honor View 10 (2018)
  - Honor View 20 (2019)
  - Honor View 30 (2019)
  - Honor View 30 Pro (2019)
  - Honor V40 (2021)
  - Honor V40 Lite (2021)
  - Honor V Purse (2023)
- Серія i
  - Honor 7i (2015)
  - Honor 9i (2017)
  - Honor 10i (2019)
  - Honor 20i (2019)
  - Honor 30i (2020)
- Серія X
  - Huawei Honor X1, також відомий як MediaPad X1 (2014)
  - Huawei Honor X2, також відомий як MediaPad X2 (2015)
  - Honor 3X (2013)
  - Honor 4X (2015)
  - Honor 5X (2015)
  - Honor 6X (2017)
  - Honor 7X (2017)
  - Honor 8X (2018)
  - Honor 8X Max (2018)
  - Honor 9X (2019)
  - Honor 9X Pro (2019)
  - Honor 9X Lite (2020)
  - Honor X5 (2023)
  - Honor X5 Plus (2023)
  - Honor X5b (2024)
  - Honor X5b Plus (2024)
  - Honor X7c (2024)
  - Honor X6 (2022)
  - Honor X6a (2023)
  - Honor X6b (2024)
  - Honor X7 (2022)
  - Honor X7a (2023)
  - Honor X7b (2023)
  - Honor X7b 5G (2024)
  - Honor X7c (2024)
  - Honor X8 (2022)
  - Honor X8 5G (2022)
  - Honor X8a (2023)
  - Honor X8b (2023)
  - Honor X9 (2022)
  - Honor X9 5G (2022)
  - Honor X9a (2023)
  - Honor X9b (2023)
  - Honor X9c (2024)
  - Honor X10 (2020)
  - Honor X10 Max (2020)
  - Honor 10X Lite (2020)
  - Honor X20 SE (2021)
  - Honor X20 (2021)
  - Honor X30 Max (2021)
  - Honor X30i (2021)
  - Honor X30 (2021)
  - Honor X40i (2022)
  - Honor X40 (2022)
  - Honor X40 GT (2022)
  - Honor X40 GT Racing (2023)
  - Honor X50 (2023)
  - Honor X50i (2023)
  - Honor X50i+ (2023)
  - Honor X50 Pro (2023)
  - Honor X50 GT (2024)
  - Honor X60i (2024)
  - Honor X60 (2024)
  - Honor X60 Pro (2024)

- Серія A
  - Honor 4A (2015)
  - Honor 5A (2016)
  - Honor 6A (2017)
  - Honor 7A (2018)
  - Honor 7A Pro (2018)
  - Honor 8A (2019)
  - Honor 8A Pro (2019)
  - Honor 8A Prime (2020)
  - Honor 8A (2020)
  - Honor 9A (2020)

- Серія S
  - Honor 7S (2018)
  - Honor 8S (2019)
  - Honor 20S (2019)
  - Honor 9S (2020)
  - Honor 30S (2020)
  - Honor 8S (2020)

- Серія Lite
  - Honor 7 Lite (2016)
  - Honor 8 Lite (2017)
  - Honor 9 Lite (2018 в Індії)
  - Honor 9N (2018)
  - Honor 10 Lite (2019)
  - Honor 20 Lite (2019)
  - Honor 30 Lite (2020)
- Серія Play
  - Honor 3C Play (2014)
  - Honor 4 Play (2014)
  - Honor Play 5X (2015)
  - Honor 6 Play (2017 в Китаї)
  - Honor Play 7 (2017 в Китаї)
  - Honor Play (2018)
  - Honor Play 3 (2019)
  - Honor Play 3e (2019)
  - Honor Play 8A (2019)
  - Honor Play 8 (2019 в Китаї)
  - Honor Play 4T (2020)
  - Honor Play 4T Pro (2020)
  - Honor Play 9A (2020)
  - Honor Play 4 (2020)
  - Honor Play 4 Pro (2020)
  - Honor Play 5T Youth (2021)
  - Honor Play 20 (2021)
  - Honor Play 5 (2021)
  - Honor Play 30 Plus (2021)
- Серія Note
  - Honor Note 8 (2016)
  - Honor Note 10 (2018)
- Серія Holly
  - Honor Holly (2014)
  - Honor Holly 2 Plus (2016)
  - Honor Holly 3 (2016)
  - Honor Holly 4 (2017)
  - Honor Holly 4 Plus (2017)
- Серія Bee
  - Honor Bee (2015)
  - Honor Bee 2 (2016)
- Серія GT
  - Honor GT (2024)
- Носимі пристрої
  - Honor Band A2 (2018)
  - Honor Band Z1 (2015)
  - Honor Band 3 (2017)
  - Honor Band 4 (2018)
  - Honor Band 4 Running Edition (2018)
  - Honor Watch Magic (2018)
  - Honor MagicWatch 2 (2019)
  - Honor Band 5 (2019)
- Програмне забезпечення
  - Huawei EMUI
  - Honor MagicOS
  - Honor Magic UI